# Frea flavomaculata
Frea flavomaculata är en skalbaggsart som beskrevs av Stefan von Breuning 1956. Frea flavomaculata ingår i släktet Frea och familjen långhorningar. Inga underarter finns listade i Catalogue of Life.